# Eurysternus marmoreus
Eurysternus marmoreus là một loài bọ cánh cứng trong họ Bọ hung (Scarabaeidae).